# Kamsoli Moti
Kamsoli Moti fou un petit estat tributari protegit del grup gori de Sankheda Mehwas, a l'agència de Rewa Kantha, presidència de Bombai. És un principat en unió personal amb els de Jiral i Kamsoli Nani, governats tots conjuntament pels tres tributaris de Jiral. Entre els tres mesuren 13 km². Els ingressos de Kamsoli Moti eren de 120 lliures i el tribut pagat al Gaikwar de Baroda de 13 lliures. Degut al conflicte entre els tributaris, els britànics van assolir l'administració el 1870.